# Águila Negra (Prototipo)
El carro de combate principal Águila Negra (en ruso: Чёрный Орёл, Chyornyy Oryol, o designado por la oficina de diseño como Objeto 640), fue un presunto prototipo de pruebas para un carro de combate principal, hecho en Rusia.

## Historia
Se presentó por el buró de diseño KBTM de la ciudad de Omsk a mediados de los 90. Su variante de producción en masa nunca fue mostrada formalmente al público, por lo que su existencia ha sido hasta hace poco puesta en duda. El "Águila Negra" ha sido sin embargo un proyecto cancelado, y todo el proceso de su producción y desarrollo a su vez ha sido detenido totalmente. La firma constructora que desarrollaba el tanque; la Omsktransmash, a raíz de malos manejos fue declarada en bancarrota. Los diseños y otros proyectos de la citada firma han sido asumidos por la firma Uralvagonzavod y sus servicios están bajo la disposición de firmas de propiedad estatal ahora. A su vez, la Uralvagonzavod ha desarrollado este proyecto junto al T-95, el cual era su competidor directo para el proyecto "Águila Negra", poseyendo ahora los derechos del material intelectual y del desarrollo de ambos, pero el gobierno de Rusia ha decidido detener todo el apoyo económico y el soporte logístico para el citado proyecto en el año de 2005.

### Desarrollo

Características principales del carro de combate Chiornyi Oriol (Águila Negra).

Su desarrollo se inició a mediados de los años 90, viéndose algunos bosquejos conceptuales a finales de los 80, cuando la oficina de diseño de Leningrado en la Planta de Construcción de Kirov (LKZ) desarrolló un nuevo diseño basado en el casco del T-80U con algunas modificaciones en su distancia entre orugas. Posteriormente, cuando el buró de diseño se cerró, la documentación fue transferida a la oficina de diseño KBTM en Omsk.
Una maqueta del "Águila Negra" fue exhibido en la feria internacional de armamentos VTTV en Omsk, para septiembre del año 1997; haciéndose una sola muestra para dicha exposición y uno de sus prototipos cruzó una pista de demostración, lejos de las plateas adecuadas para el personal de la prensa especializada. Posteriormente, este tanque aparecería con el casco estándar de un T-80U altamente modificado, en el que se montó una larga y muy reformada torreta para alojar tanto el cañón tradicional ruso actual (el 2A46M) como para disponer de un cañón de mayor calibre (posiblemente uno de calibre 152 mm), con un patrón de camuflaje pixelado y de tonos grises-negros y contrastantes. La torreta del cañón posteriormente sería mostrada como un figurín de esbozo únicamente.
Un prototipo posteriormente exhibido en una exposición de industrias armamentísticas con sede en Siberia; en junio de 1999, mostraría ciertos avances en el desarrollo de dicho concepto. Este prototipo ya mostraba un casco alargado con siete pares de ruedas en el conjunto de las orugas, frente a las seis de cada una de las orugas de un T-80U, y una torreta que mantenía un camuflaje que no le permitiría a los observadores de dicho evento el deducir que tipo de armamento era el que albergaba.

### Cancelación del programa
El proyecto "Águila Negra" se cancelaría formalmente en el 2001. Su desarrollo fue detenido debido a las restricciones presupuestarias de dicha época en Rusia, aparte de las dudas constantes sobre si su desempeño era el adecuado, y dada la más importante; los terribles resultados acerca del desempeño del T-80, sobre el que se ha basado gran parte de su diseño, en la Primera Guerra de Chechenia. Al T-80 se le criticó duramente tras dicho conflicto por su pobre desempeño, dados los resultados obtenidos tras la investigación del conflicto y sus consecuencias, conducida a manos del Teniente General A. Galkin; director del Consejo Directivo de las Industrias del Armamento rusas, y éste a su vez fue convenido por el ministro de Defensa de la época, y se resolvió que nunca más en el ejército de Rusia se buscaría incorporar de manera alguna tanques que usen como propulsores las turbinas a gas. Con esta fatal decisión se incluyó al "Águila Negra", que vio su desarrollo tempranamente interrumpido y tras lo cual sería cancelado. Los productores del prototipo, la planta Omsktransmash, intentaron apelar la decisión del gobierno, pero su reclamo legal se vio imposibilitado tras haberse declarado en bancarrota en el 2002. Para julio del año 2008, el Ejército de Rusia planeó el adoptar el nuevo diseño presentado por la planta Uralvagonzavod antes del año 2010, y que posiblemente sería designado como T-95. Pero, el desarrollo del tanque T-95 a su vez; en mayo de 2010, también sería cancelado.
El Coronel Vladimir Voitov, director de desarrollo e investigación de la Dirección Principal de las Brigadas Acorazadas, denegó la existencia del citado proyecto en una entrevista concedida a Radio Echo Moskvy en septiembre del año 2009. "No sé nada de dicho proyecto... y sobre aquellos bosquejos futurísticos de hace 20 años que tan sólo son un producto de la imaginación de algunos," ... "la torreta de dicho vehículo en sí no tenía nada adentro." Se anunció posteriormente que algunas soluciones técnicas incorporadas en el "Águila Negra" serían a su vez adaptadas a la Plataforma de Combate Universal "Armata", la cual se encuentra actualmente bajo desarrollo.

## Descripción
Su diseño se basa en el alargamiento del casco de un T-80U, con un par extra de ruedas en las orugas y un nuevo diseño en la torreta. Aparenta tener un nuevo tipo de planchas de blindaje en el frente, de consistencia ligera en su línea frontal, y una nueva generación de blindaje reactivo-explosivo denominado Kaktus en el casco y la torreta. 
La torreta dispone de una forma alargada, acajonada y con varios compartimientos cuadrados en contarparte de la forma tradicional de una torreta redondeada de los diseños previos soviéticos y rusos de carros de combate. Acorde a las noticias de la prensa rusa, para el "Águila Negra" se ha abandonado el diseño de un sistema de carrusel en el autocargador en el compartimiento de batalla y ha sido acoplado un nuevo diseño de autocargador montado en el estilo de diseño de tipo "longitudinal" de occidente, el cual a su vez está acompañado de un diseño con compuertas para el caso de una explosión accidental de la munición, para seguridad de la tripulación; como en el Abrams estadounidense. 
Este prototipo dispone de un cañón de 125 mm, pero se ha dicho que en Rusia se han empezado los ensayos para un cañón de mayor calibre (posiblemente uno de 152 mm), que comparado con el de 120 mm o de 125 mm es de mayor potencia y penetración. Aún se debate sobre qué sistema de protección activa lleva instalado el  "Águila Negra", y en el cual se dice se podría incorporar un sistema de protección cualquiera, como el Drozd o el Sistema ARENA.